# Арборіо
Арборіо (італ. Arborio, п'єм. Arbeu) — муніципалітет в Італії, у регіоні П'ємонт, провінція Верчеллі.
Арборіо розташоване на відстані близько 520 км на північний захід від Рима, 75 км на північний схід від Турина, 21 км на північ від Верчеллі.
Населення — 902 особи (2014).
Покровитель — святий Мартин.

## Демографія
Населення за роками:

Станом на 1 січня 2023 року в муніципалітеті офіційно проживало 99 іноземців з 17 країн, серед них 28 громадян країн Євросоюзу та 1 громадянин України.

## Сусідні муніципалітети
- Гізларенго
- Греджо
- Ландьона
- Речетто
- Ровазенда
- Сан-Джакомо-Верчеллезе
- Сіллавенго
- Віколунго
- Вілларбоїт